# The One Voted Most Likely to Succeed
The One Voted Most Likely to Succeed è un album degli SNFU pubblicato nel 1995.

## Tracce
1. Rusty Rake – 1:59
2. A Better Place – 1:46
3. Big Thumbs – 2:22
4. Drunk On A Bike – 2:50
5. Manuel – 2:51
6. My Mold Collection – 2:20
7. Bumper Stickers – 1:27
8. Eric's Had A Bad Day – 3:12
9. The King Of Skin – 1:45
10. Mutated Dog – 2:55
11. Bizarre Novelties – 1:27
12. Lovely Little Frankenstein – 2:33
13. One Last Loveshove – 2:26